# Saison 1 de Daredevil: Born Again
Ne doit pas être confondu avec la saison 1 de Daredevil.
Chronologie
Daredevil 
Saison 3 Saison 2
La première saison de la série télévisée américaine Daredevil: Born Again comporte neuf épisodes diffusés du 4 mars au 15 avril 2025.

## Synopsis
Les rivaux de longue date Matt Murdock et Wilson Fisk tentent de dépasser leurs personnalités les plus sombres pour servir New York, mais leur passé refait surface, réintroduisant le monde de Daredevil.

## Distribution

### Acteurs principaux
- Charlie Cox (VF : Sylvain Agaësse) : Matt Murdock / Daredevil
- Vincent D'Onofrio (VF : Thierry Hancisse) : Wilson Fisk / Le Caïd
- Margarita Levieva (VF : Ingrid Donnadieu) : Heather Glenn
- Zabryna Guevara (VF : Daria Levannier) : Sheila Rivera
- Nikki M. James (en) (VF : Alice Taurand) : Kirsten McDuffie
- Genneya Walton (VF : Jaynelia Coadou) : BB Urich
- Arty Froushan (en) (VF : Thibaut Lacour) : Buck Cashman / Bullet
- Clark Johnson (VF : Gilles Morvan) : Cherry
- Michael Gandolfini (VF : Aurélien Raynal) : Daniel Blake
- Ayelet Zurer (VF : Françoise Cadol) : Vanessa Marianna-Fisk (en)

### Acteurs récurrents
- Jon Bernthal (VF : Jérôme Pauwels) : Frank Castle / Punisher
- Tony Dalton (VF : Arnaud Léonard) : Jack Duquesne / Swordsman
- Kamar de los Reyes (en) (VF : Julien Kramer) : Hector Ayala / White Tiger
- Hunter Doohan (VF : Clément Moreau) : Bastian / Muse (en)
- Jeremy Earl (en) : Cole North
- Hamish Allan-Headley : Powell
- Daniel Echevarria (en) : Officier San Miguel
- Michael Gaston (VF : Jean-François Aupied) : le commissaire Gallo
- Ashley Marie Ortiz : Soledad Ayala
- Camila Rodriguez (VF : Lisa Caruso) : Angela del Toro
- Lou Taylor Pucci (VF : Philippe Valmont) : Adam
- Susan Varon (VF : Angélique Rivoux) : Josie
- Pat Kiernan (en) : lui-même
- Patrick Murney (en) (VF : Jérémie Bédrune) : Luca
- Cillian O'Sullivan (en) : Delvin
- Gino Anthony Pesi (en) (VF : Charlie Beaubourg) : Viktor
- Ruibo Qian (en) : Angie Kim
- Victor Verhaeghe : Carlo
- John Benjamin Hickey : Benjamin Hochberg
- Andrew Polk : Fitzgerald « Jerry » Cooper
- Nick Jordan : Nicky Torres
- Johnny M. Wu : Forrest Tam
- Jefferson Cox : Kel Shanahan
- Elizabeth A. Davis (en) (VF : Julie Turin) : Sofija Ozola
- Charlie Hudson III (VF : Baptiste Marc) : Leroy Bradford

### Acteurs invités
- Deborah Ann Woll (VF : Noémie Orphelin) : Karen Page (épisodes 1, 6 et 9)
- Elden Henson (VF : Franck Lorrain) : Franklin « Foggy » Nelson (épisode 1)
- Wilson Bethel (VF : Franck Monsigny) : Benjamin « Dex » Poindexter / Bullseye (épisodes 1, 8 et 9)
- Mohan Kapur (VF : Stefan Godin) : Yusuf Khan (épisode 5)

## Diffusion
Les neuf épisodes sont diffusés en ligne sur le service de streaming de Disney+ du 4 mars 2025 au 15 avril 2025.

## Liste des épisodes

### Épisode 1:Une demi-heure au Paradis
- États-Unis /  Canada : 4 mars 2025 sur Disney+
- France /  Belgique /  Suisse /  Luxembourg : 5 mars 2025 sur Disney+

### Épisode 2:Images
- États-Unis /  Canada : 4 mars 2025 sur Disney+
- France /  Belgique /  Suisse /  Luxembourg : 5 mars 2025 sur Disney+

### Épisode 3:Au Creux de Sa main
- États-Unis /  Canada : 11 mars 2025 sur Disney+
- France /  Belgique /  Suisse /  Luxembourg : 12 mars 2025 sur Disney+

### Épisode 4:Toujours le système
- États-Unis /  Canada : 18 mars 2025 sur Disney+
- France /  Belgique /  Suisse /  Luxembourg : 19 mars 2025 sur Disney+

### Épisode 5:Dommages et intérêts
- États-Unis /  Canada : 25 mars 2025 sur Disney+
- France /  Belgique /  Suisse /  Luxembourg : 26 mars 2025 sur Disney+

### Épisode 6:Méthodes excessives
- États-Unis /  Canada : 25 mars 2025 sur Disney+
- France /  Belgique /  Suisse /  Luxembourg : 26 mars 2025 sur Disney+

### Épisode 7:L'art pour l'art
- États-Unis /  Canada : 1er avril 2025 sur Disney+
- France /  Belgique /  Suisse /  Luxembourg : 2 avril 2025 sur Disney+

### Épisode 8:L'Île de la joie
- États-Unis /  Canada : 8 avril 2025 sur Disney+
- France /  Belgique /  Suisse /  Luxembourg : 9 avril 2025 sur Disney+

### Épisode 9:Aller simple pour l'Enfer
- États-Unis /  Canada : 15 avril 2025 sur Disney+
- France /  Belgique /  Suisse /  Luxembourg : 16 avril 2025 sur Disney+